# Прадід (гора)
Прадід (чеськ. Praděd, пол. Pradziad, нім. Altvater) — гора в Чехії, найвища вершина хребта Грубий Єсенік. Висота гори — 1491 м. Гора знаходиться на кордоні двох історичних областей Чехії — Моравії і Чеської Сілезії. Є п'ятою за висотою горою Чехії.
Одне з найпопулярніших і відвідуваних гірських туристичних місць в Чехії з оглядовим майданчиком на телевежі.

## Історія
Стародавні слов'яни називали гору Stará vatra, наприкінці XIV століття її називали Keilichter Schneberg або Keilichtská Sněžná hora. Лише у 19 столітті вона отримала ім'я Альтфатер (нім. Altvater).

## Клімат
Гора знаходиться у зоні, котра характеризується вологим континентальним кліматом з теплим літом. Найтепліший місяць — серпень із середньою температурою 10 °C (50 °F). Найхолодніший місяць — січень, із середньою температурою -6.7 °С (20 °F).
| Клімат гори Прадід (на висоті 1,5 км) | Клімат гори Прадід (на висоті 1,5 км) | Клімат гори Прадід (на висоті 1,5 км) | Клімат гори Прадід (на висоті 1,5 км) | Клімат гори Прадід (на висоті 1,5 км) | Клімат гори Прадід (на висоті 1,5 км) | Клімат гори Прадід (на висоті 1,5 км) | Клімат гори Прадід (на висоті 1,5 км) | Клімат гори Прадід (на висоті 1,5 км) | Клімат гори Прадід (на висоті 1,5 км) | Клімат гори Прадід (на висоті 1,5 км) | Клімат гори Прадід (на висоті 1,5 км) | Клімат гори Прадід (на висоті 1,5 км) | Клімат гори Прадід (на висоті 1,5 км) |
| Показник                              | Січ.                                  | Лют.                                  | Бер.                                  | Квіт.                                 | Трав.                                 | Черв.                                 | Лип.                                  | Серп.                                 | Вер.                                  | Жовт.                                 | Лист.                                 | Груд.                                 | Рік                                   |
| Абсолютний максимум, °C               | 7                                     | 10                                    | 12                                    | 13                                    | 20                                    | 21                                    | 25                                    | 23                                    | 23                                    | 17                                    | 11                                    | 8                                     | 25                                    |
| Середній максимум, °C                 | −4                                    | −4                                    | −1                                    | 1                                     | 7                                     | 10                                    | 11                                    | 12                                    | 8                                     | 4                                     | −1                                    | −3                                    | 3                                     |
| Середня температура, °C               | −6                                    | −6                                    | −3                                    | 0                                     | 5                                     | 7                                     | 9                                     | 10                                    | 6                                     | 2                                     | −2                                    | −5                                    | 1                                     |
| Середній мінімум, °C                  | −8                                    | −8                                    | −5                                    | −2                                    | 2                                     | 5                                     | 7                                     | 7                                     | 4                                     | 0                                     | −4                                    | −7                                    | 0                                     |
| Абсолютний мінімум, °C                | −27                                   | −25                                   | −22                                   | −13                                   | −10                                   | −4                                    | 0                                     | 0                                     | −5                                    | −12                                   | −20                                   | −20                                   | −27                                   |
| Норма опадів, мм                      | 60                                    | 50                                    | 40                                    | 50                                    | 80                                    | 120                                   | 100                                   | 140                                   | 70                                    | 60                                    | 60                                    | 80                                    | 920                                   |
| ------------------------------------- | ------------------------------------- | ------------------------------------- | ------------------------------------- | ------------------------------------- | ------------------------------------- | ------------------------------------- | ------------------------------------- | ------------------------------------- | ------------------------------------- | ------------------------------------- | ------------------------------------- | ------------------------------------- | ------------------------------------- |
| Джерело: Weatherbase                  |                                       |                                       |                                       |                                       |                                       |                                       |                                       |                                       |                                       |                                       |                                       |                                       |                                       |

## Геологія
Масив гори Прадід утворений метаморфічними (гнейси, філоніти, філіти )  та осадовими гірськими породами  (Аркозовий пісковик) .

## Охорона довкілля
У 1955 році Прадід з прилеглою територією був оголошений національним природним заповідником. Об'єктом охорони є сукупність унікальних  природніх екосистем альпійського та субальпійського поясів,  а також геоморфологічні явища кріогенного походження. Належить до Охоронної області Єсеніки. Входить до мережі охоронних територій Natura 2000 .